# 殷体新
殷 体新（いん たいしん、1901年または1902年 – 1939年3月23日）は、中華民国の政治家。冀東防共自治政府に参与した人物で、政務長官・殷汝耕の甥である。

## 事績
日本に留学し、慶応義塾大学経済学部を卒業。
1935年（民国24年）11月24日、冀東防共自治委員会が成立した。この際に殷体新は、委員長・殷汝耕の下にある8委員の1人となった。翌月に冀東防共自治政府へ改組されると、殷体新は参政の地位に移る。1936年（民国25年）4月に秘書長兼外交処長・池宗墨が満洲国との修好使節として新京に向かった際には、殷体新も同行している。
同年夏、自治政府実業庁が建設庁から分離されると、殷体新が実業庁長に任命された。翌1937年（民国26年）3月15日、名古屋汎太平洋平和博覧会出席のため来日している。なお、同年7月29日の通州事件における殷体新の動向や、中華民国臨時政府との関わりについては不詳である。
1939年（民国28年）3月23日、天津から離陸した中華航空ロッキード機に乗客として殷体新は搭乗していた。しかし、同機は満洲国吉林省敦化県黄泥河に墜落し、殷は他の乗客乗員と共に死亡した。享年38または39。

## 注
1. ↑  神田・東洋事情研究会(1937)、48頁における「年歳三十六」との記述から、数え年で逆算すると1902年生まれとなる。長野編(1940)、227頁における「享年三十九歳」との記述について同様にすると、1901年生まれとなる。
2. ↑  高木(1937)、139頁及び長野編(1940)、227頁。『同盟旬報』3巻9号通号64号、同盟通信社、23-24頁は「実弟」としているが、誤り。
3. ↑  長野編(1940)、227頁
4. ↑  高木(1937)、20-24頁。殷体新以外の残る7人の委員は、池宗墨・王厦材・張慶余・張硯田・李海天・趙雷・李允聲。
5. ↑  「政務長官の政務執行に参賛」する地位で、8人を置くものとした（「冀東防共自治政府組織大綱」第3条）。
6. ↑  『外交時報』78巻3号通号754号、1936年5月1日号、外交時報社、192頁。
7. ↑  高木(1937)、139頁。
8. ↑  東亜人文研究所編(1937)、1-2頁。
9. ↑  『同盟旬報』3巻9号通号64号、同盟通信社、23-24頁。『満航』6巻4号通号63号、1939年4月号、満洲航空、32-33頁。